# Recherche en design
La recherche en design est la tentative visant à faire du design une discipline scientifique. Si cette tentative est déjà bien avancée à l'international, notamment dans les pays anglo-saxons (Royaume-Uni, États-Unis, Canada, Australie, Nouvelle-Zélande), mais aussi aux Pays-Bas, en Italie, en Scandinavie, en Turquie, au Japon, en Corée, ou encore au Brésil, elle s'est développée de manière différente dans les pays francophones (au Québec d'abord, puis plus tard en Suisse, France, Tunisie, Belgique). 

## Histoire
Déjà dans les années 1920, le mouvement De Stijl (centré sur la structure et l’orthogonalité) et les idées de Le Corbusier sur l’architecture moderne (qui défend l’idéal rationaliste de la machine) font souffler un vent de rigueur scientifique dans la manière de faire du design. Plus tard, en 1947, dans un texte publié aux États-Unis dans le Magazine of Art, Walter Gropius pose la question : « Existe-t-il une science du design (is there a science of design) ? ». Mais c’est sous l’influence du New Bauhaus de Chicago et surtout de l’école de design d’Ulm (Hochschule für Gestaltung), qui accorde une place centrale aux sciences et aux méthodes, que la tentative pour faire du design une discipline scientifique prend réellement forme, à partir des années 1960, avec le mouvement des Design Methods. 
Initié en 1962 à Londres par le colloque du même nom, ce mouvement se développe rapidement, avec plusieurs dates-clés : 
- en 1964, la création du premier département de Recherche en Design au Royal College of Art (qui acquiert le statut d’université en 1967) ;
- en 1966, la création de la Design Research Society (DRS) au Royaume-Uni ;
- en 1967, le début de la lettre d’information du Design Methods Group (DMG) à l’Université de Californie à Berkeley ;
- en 1969, la publication du livre de Herbet A. Simon, Les sciences de l’artificiel.

Ce qui anime ce mouvement, c’est précisément l’idée de faire entrer le design dans le giron de la science.
D'après Alain Findeli, professeur à l'école de design industriel de l'université de Montréal, pionnier de l'épistémologie francophone de la recherche en design, « La recherche en design est une recherche systématique de connaissance et d’acquisition de connaissances en rapport avec l’écologie humaine généralisée envisagée du point de vue du mode de pensée propre au designer [from a designerly way of thinking], c’est-à-dire dans une perspective orientée-projet ». À sa suite, Stéphane Vial a proposé de parler de « sciences du design » pour définir le champ interdisciplinaire constitué par la recherche en design, une appellation qui vise un champ au moins aussi large que celui des Design Studies au sens anglo-saxon : « Les sciences du design ont pour objet l’acte de design, c’est-à-dire l’acte du projet en régime de conception et en régime de réception ».Findeli
C'est pourquoi la recherche en design comporte de nombreux champs disciplinaires. Par exemple il n'est pas rare de voir un sociologue intervenir dans un projet de design. On note aussi un certain nombre de publications portant sur le design en lien avec un secteur de recherche, sur la gestion du design, etc.
Si une partie de la recherche en design provient de chercheurs à la périphérie du monde du design (sociologie, sciences de gestion, sciences industrielles...), on note aussi un certain nombre de chercheurs s'étant spécialisés sur le design et exerçant dans des écoles de design.

## Organisations

### European Academy of Design
L'European Academy of Design a été fondée en 1994, pour améliorer la collaboration de la recherche en Europe et pour promouvoir la publication et la dissémination de la recherche en design

## Sciences du design
Sciences du design est une revue internationale, à comité de lecture et en langue française, de recherche scientifique en design. Fondée en 2015 par Stéphane Vial et Alain Findeli, la revue publie deux numéros par an. Revue hybride, elle est disponible en librairie et en ligne, sur papier et sur écran, sur abonnement et au numéro.

## Les sociétés

### Design Research Society
La Design Research Society (DRS) est une société savante qui s'engage à promouvoir et à développer la recherche en design. Fondée au Royaume-Uni en 1966, c'est la société mondiale multidisciplinaire la plus ancienne de la communauté de la recherche en design. L'objectif de la DRS est de promouvoir "l'étude et la recherche sur le processus de conception dans tous ses domaines".

### Design History Society
Organisation de premier plan qui promeut l'étude de l'histoire du design à l'échelle mondiale et qui rassemble et soutient tous ceux qui s'intéressent à ce sujet - étudiants, chercheurs, éducateurs, concepteurs, concepteurs-réalisateurs, critiques et conservateurs. La société vise à jouer un rôle important dans l'élaboration d'une histoire du design inclusive.